# Морено, Сантьяго (футболист)
Сантьяго Морено (исп. Santiago Moreno; род. 21 апреля 2000, Кали, Колумбия) — колумбийский футболист, полузащитник клуба «Портленд Тимберс».

## Клубная карьера
Морено — воспитанник клуба «Америка Кали» из своего родного города. 26 августа 2019 года в матче против «Энвигадо» из Кали он дебютировал в Кубке Мустанга. 10 октября в поединке против «Унион Магдалена» Сантьяго забил свой первый гол за «Америку». В том же году он помог клубу выиграть чемпионат, а через год повторил успех. Летом 2021 года Морено перешёл в американский «Портленд Тимберс», подписав контракт на 4 года. 30 августа в матче против «Сиэтл Саундерс» он дебютировал в MLS. 

## Достижения
Клубные
 «Америка» Кали
- Победитель Чемпионата Колумбии (2): Финалисасьон 2019, Апертура 2020